# Henstridge
Henstridge is een civil parish in het bestuurlijke gebied South Somerset, in het Engelse graafschap Somerset met 1814 inwoners.